# Scarupt
Scarupt est une section de la commune française de Fraize, dans le département des Vosges.

## Géographie

### Situation
Le hameau, bordé par un cirque de forêts, est situé au sein des Hautes-Vosges et du parc naturel régional des Ballons des Vosges. Il est traversé par le ruisseau de Scarupt qui prend sa source en amont dans la vallée et parcourt 5 km avant de se déverser dans la Meurthe. Cette longue vallée qui prend le même nom présente un large adret qui s’étire jusqu’à la crête des Vosges culminant à 1 130 m d'altitude au sommet du Rossberg, où elle borde l'Alsace.

### Géologie
La vallée où se situe ce lieu-dit de la commune de Fraize était anciennement englacée au nord, des vestiges morainiques ont subi un fort remaniement et ne se manifestent qu'à l'état de pastilles. Les langues glaciaires n'ont pas dû dépasser une longueur de 1,2 - 1,5 km et étaient alimentées par des niches de faibles dimensions.

## Toponymie
L'origine du nom vient de l'appellatif toponymique Rupt qui désigne un ruisseau (du latin rivus). Sca, quant à lui, révèle des cascades formées par un ruisseau à pente rapide.
En 1580, la déclaration des limites du ban de Fraize a orthographié Scarux,.

## Histoire
La route romaine de Raon-l'Étape à Colmar parcourait les hauts de Scarupt pour atteindre le col du Bonhomme et descendait ensuite en Alsace via Lapoutroie.
Vers 1560, deux exploitations minières d'extraction de cuivre et de fer ont été recensées à Scarupt : porche sainte Anne et porche saint Blaise.
Tournée vers l'activité pastorale, la haute vallée des Ponsez ou du Scarupt est jalonnée de fermes et de chaumes aujourd'hui disparues. Il s'agit d'un hameau dont la majorité des habitants étaient paysans, charbonniers, bûcherons et sabotiers suivant la saison.
Il fut le théâtre de violents combats au début de la Première Guerre mondiale.
L'exode rural toucha durement la localité qui perdu de nombreux habitants conduisant à la fermeture de son école en 1981.

## Activités
De nombreux sentiers de randonnée sont aménagés pour les promeneurs.
Depuis l'entre-deux-guerres, un circuit de ski nordique long de 16 km traverse la montagne du Rossberg, offrant aux fondeurs des Vosges des dénivelés allant de 903 et 1 110 m d'altitude. Le départ est traditionnellement situé au col des Bagenelles.

## Lieux et monuments
- Rocher du Hangochet : rocher granitique de 26 m de haut en quartz laiteux avec une cavité à son pied renfermant une statue de la Vierge dont le folklore local prétend qu'elle a le pouvoir d’apprendre aux jeunes filles si elles seront bientôt mariées[10].

- De nombreux murs de pierres séchées subsistent dont la fonction principale était le balisage des terrains, la qualité de réalisation et le site en font un lieu d’intérêt. Un panneau explicatif et un circuit permettent de découvrir une partie des murs[11].